# Константна функција
Kонстантна функција је функција чија се вредност не мења, односно функција чији је кодомен само једна константна вредност.

## Дефиниција
Функција f : A → B, која пресликава скуп А у скуп B је константна функција ако за све вредности x и y из A важи: f(x) = f(y), односно ако за све вредности домена даје увек исту вредност кодомена.
Константна функција се обично означава са f(x) = C, где C представља константу.

## Својства
Својства константне функције у складу са композицијом функција:
Нека је f : A → B, је константна функција.
- За све функције g, h : C → A, f  o  g = f  o  h, (где кружић "o" означава композицију функција).
- Композиција f са било којом другом функцијом је такође константна функција.

Како извод неке функције по некој променљивој показује колико се функција мења са променом те променљиве и како константна функција не варира, следи да је извод константне функције 0, односно:
- Уколико је f реална функција реалне променљиве дефинисана на неком интервалу, онда је f константна ако и само ако је њен извод у свакој тачки 0.

Својства константне функције, које се ондосе на константну функцију у ширем, тополошком смислу:
- Свака константна функција чији су домен и кодомен једнаки је идемпотентне.
- Свака константна функција међу тополошких простора је континуална.
- У повезаном скупу, функција је локално константна ако и само ако је константна.

## Константна полиномна функција
Код полиномних функција, свака не-нула константна полиномна функција се назива полиномом нултог степена. Дакле, полином {\displaystyle a_{n}x^{n}+a_{n-1}x^{n-1}+\cdots +a_{2}x^{2}+a_{1}x+a_{0}} би се назвао нула полиномом, ако би му сви коефицијенти били нула, односно {\displaystyle a_{i}=0}, где је i =  0,1,2, ..., n.
Полином {\displaystyle a_{n}x^{n}+a_{n-1}x^{n-1}+\cdots +a_{2}x^{2}+a_{1}x+a_{0}} би се назвао константним полиномом, ако би свако {\displaystyle a_{i}=0}, где је i =  1,2, ..., n, тј. ако би му сви коефицијенти осим {\displaystyle a_{0}} били нула, где {\displaystyle a_{0}} може бити произвољно.

## Празна функција
Што се тиче празне функције, тј. функције чији је домен празан скуп: {\displaystyle f_{A}:\varnothing \rightarrow A}, њу се у литератури може често наћи дефинисану као константну функцију. Међутим, ако се та функција посматра у тополошким просторима, долази до спорних питања треба ли је дефинисати као константну функцију или не.